# Istituto Luce

L'Istituto Luce (L’Unione Cinematografica Educativa) est la plus ancienne institution publique italienne consacrée à la diffusion de films à des fins éducatives et informatives du monde entier.

## Histoire
Fondée à Rome en 1924 par Luciano De Feo, l'Institut Luce est devenu rapidement un puissant outil de propagande du régime fasciste de Benito Mussolini. L'Institut a également participé à la production et la distribution de films et de documentaires pour le cinéma.
En 2009, il fusionne avec Cinecittà Holding S.p.A. pour former une société anonyme : Cinecittà Luce S.p.A., renommé en 2011 Istituto Luce Cinecittà.
Le 6 juillet 2012 l'Institut Luce annonce l'ouverture d'un canal sur YouTube qui a mis à la disposition du grand public plus de 30 000 vidéos qui racontent les 40 ans d'histoire italienne.